# Trastevere
Trastevere (din latină trans Tiberim, „dincolo de Tibru”) este al XIII-lea rione (cartier, pl: rioni) al Romei. Se întinde de la cotul sudic al Tibrului până la dealul Gianicolo de pe malul drept, vestic al Tibrului și este considerat cel mai original și mai autentic cartier al orașului. Accentul corect al numelui în latină și italiană este pe a doua silabă: Trans Tíberim, Trastévere.

## Descriere

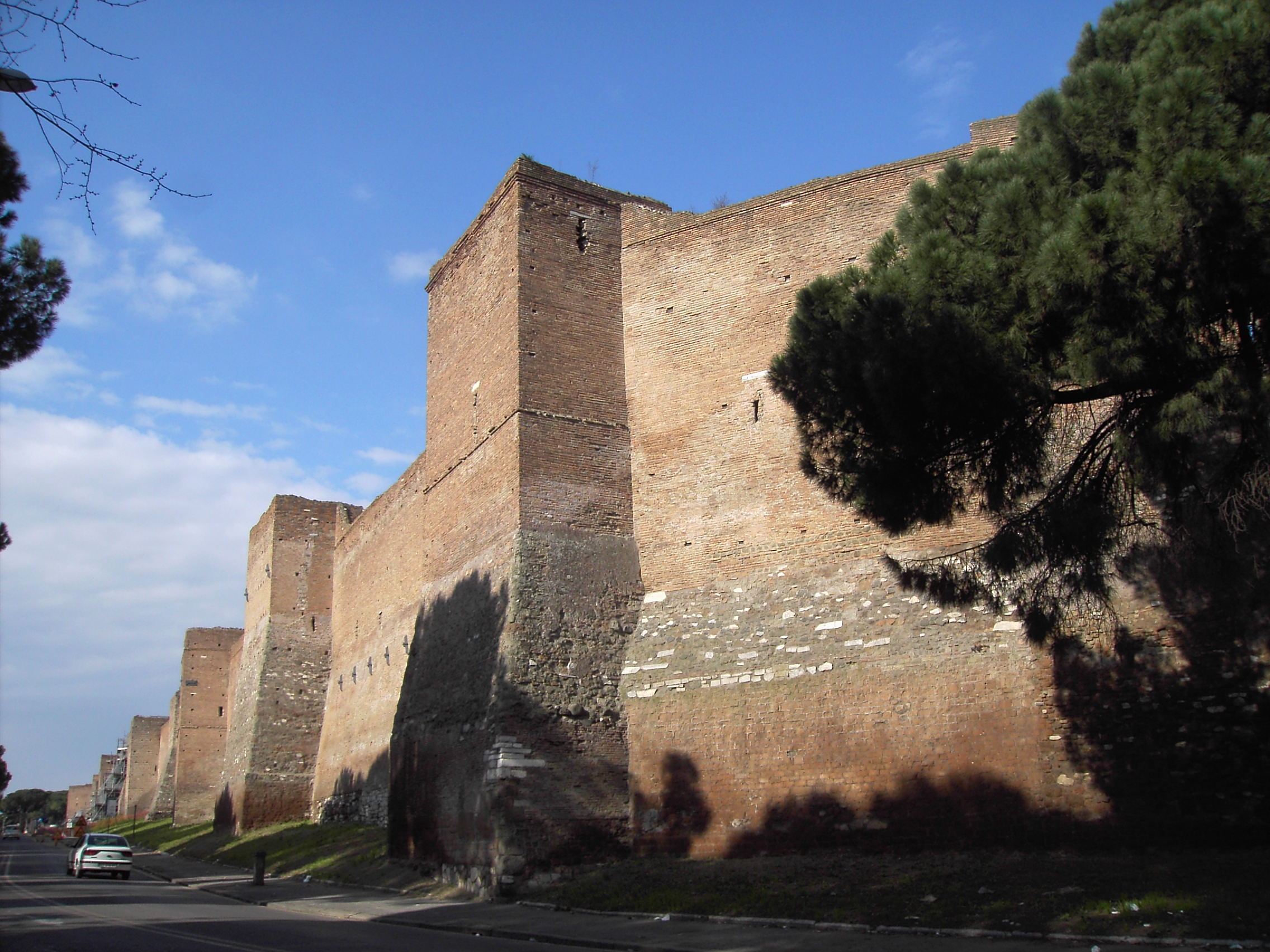
Roma, exteriorul zidurilor Aureliane între Porta San Sebastiano și Porta Ardeatina

Un număr disproporționat de clădiri rezidențiale vechi și străzi înguste fac din acest cartier vechi, care se află vizavi de majoritatea centrului istoric al Romei, pe malul drept al Tibrului, un magnet pitoresc pentru turiști și fotografi. Acolo pot fi găsite clădiri vechi de biserică precum Sant'Egidio in Trastevere, Santa Maria in Trastevere, San Pietro in Montorio, Santa Cecilia in Trastevere și San Francesco a Ripa. Trastevere are, de asemenea, o mare densitate de restaurante și oferte culturale.
Piața de vechituri Porta Portese, care își ia numele de la fosta poartă a orașului din apropiere, Porta Portuensis, a Zidului Aurelian (Mura aureliane), este foarte cunoscută și populară atât pentru localnici, cât și pentru turiști. Are loc în fiecare duminică de dimineața devreme până la ora 14.00.
Diverse departamente ale Curiei Romane își au sediul în Trastevere, cum ar fi: Consiliul Pontifical pentru Laici. Biserica Santa Maria in Trastevere este o biserică romană titulară încă din secolul al XII-lea.

## Istoric

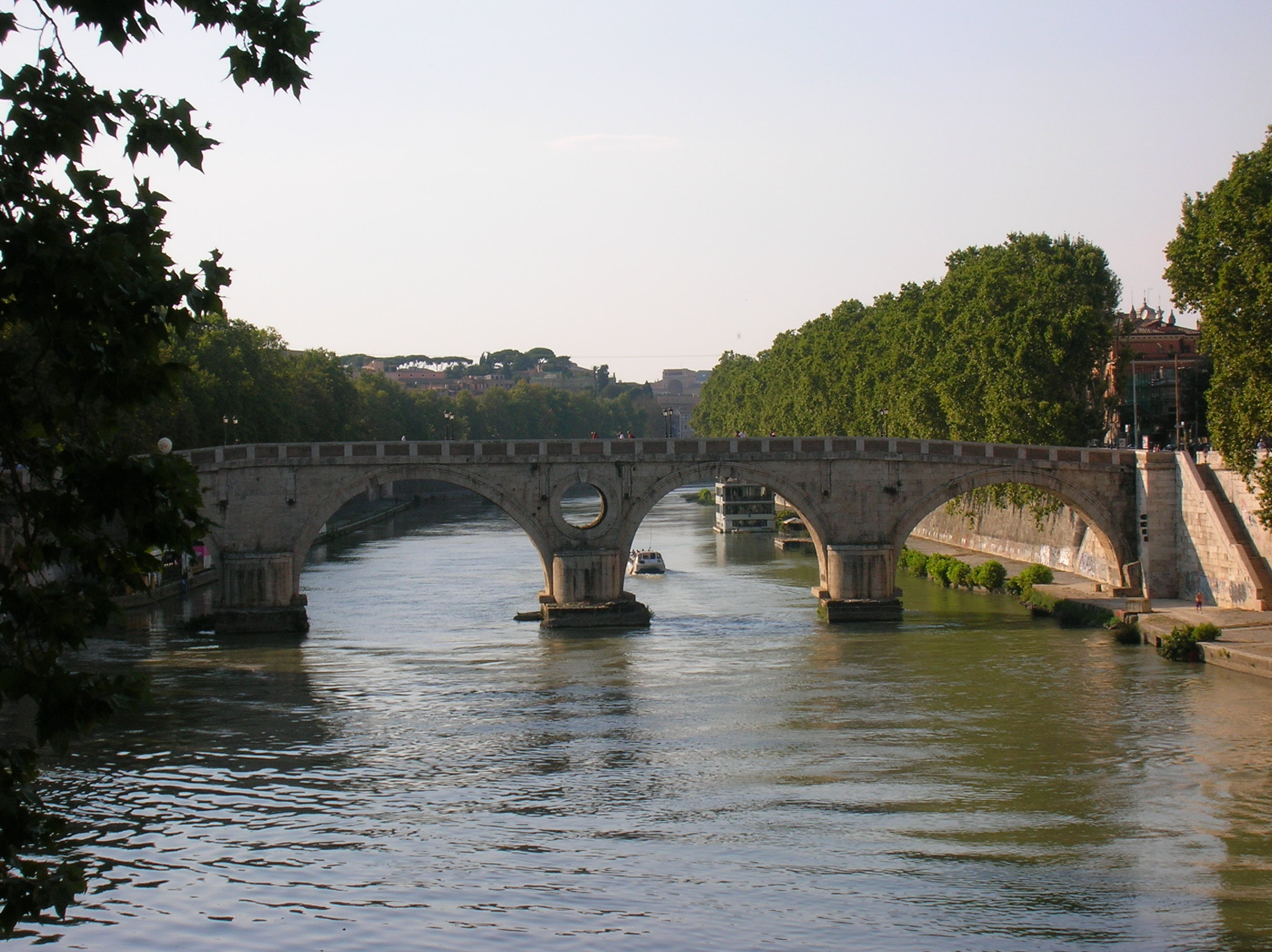
Podul Sisto.

Trastevere a fost unul dintre cartierele muncitorești ale Romei antice. Era cartierul străinilor și al grupurilor marginalizate. La început, acolo locuiau mulți evrei, ceea ce s-a reflectat în faptul că aici erau cândva zece sinagogi. Aici s-au stabilit și primii creștini din Roma. Unele dintre cele mai importante bazilici creștine timpurii se află în Trastevere.
În timpul revoltei de la Roma din 1849 împotriva papalității, Trastevere a fost fortăreața rebelilor, lucru de care locuitorii de multă vreme sunt mândri și astăzi. La aceasta se referă, de exemplu, bustul Giudittei Tavani Arquati, care a fost împușcată de trupele papale, și placa comemorativă a insurgenților din Via della Lungaretta 97. Piața Giuditta Tavani Arquati comemorează și „Eroina din Trastevere”.
Începând cu anii 1970, Trastevere a fost puternic afectat de gentrificare și a devenit din ce în ce mai popular printre turiști ca un „pont bun”.
Aici s-a născut actorul Alberto Sordi iar regizorul Nanni Moretti a deschis un cinematograf propriu Nuovo Sacher.